# 린탈 (글라루스주)
린탈(Linthal)은 스위스 글라루스주 글라루스 쥐트 시정촌에 있는 마을이자, 이전 시정촌이다. 마을은 린트강의 계곡 머리 근처에 있으며, 우리주의 클라우젠 고개 기슭에 있다. 글라루스의 노선을 가로지르는 철도 노선의 종점이다.

## 역사
린탈은 1289년에 Lintal로 처음 언급되었다.
1879년, 린탈은 베젠에서 스위스 북동부 철도 노선이 개통되어 스위스 철도 네트워크에 연결되었다. 클라우젠 고개 위의 도로는 1895년에서 1900년 사이에 건설되었다.
린탈 위의 산에서 린트-리메른 수력 발전 계획의 건설은 1957년에 시작되어 1968년에 완전히 가동되었다.
2011년에 린탈 시정촌은 글라루스 쥐트로 합병되었다.

## 지리

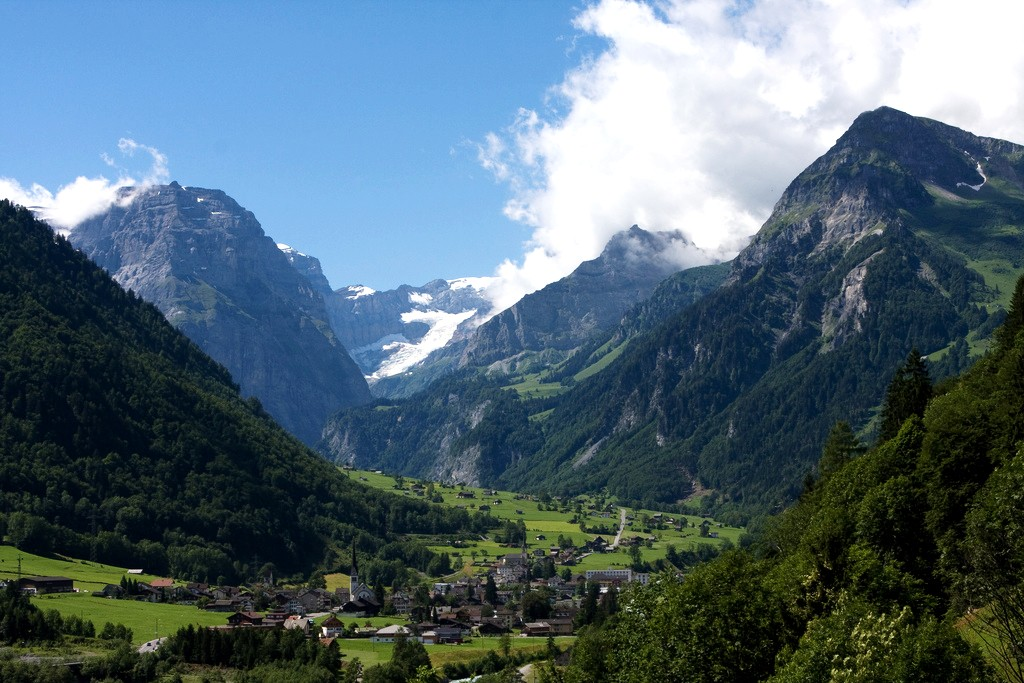
린탈, 계곡의 상부 끝으로 마을을 본 풍경

린탈 마을은 해발 약 650m의 린트강의 계곡 머리 부분에 있다. 오어슈토크(2,717m), 클라리덴(3,267m, 퇴디(3,614m), 비페르텐슈토크(3,419m 또는 13,209m)을 포함한 산으로 둘러싸여 있다. 루히(3,107m), 하우슈토크 (3,158m) 및 케르프(2,794m)이다. 클라우젠 고개는 오어슈토크과 클라리덴 사이의 계곡에서 올라와 우리주의 도로를 나른다. 그만큼 케르프와 하우슈토크 사이의 리헤틀리 고개는 린트의 지류인 제른프강 계곡의 머리까지 산책로를 제공한다.
마을은 마트, 도르프 및 엔네트 린트의 세 부분으로 나뉜다. 린탈의 북쪽에 있는 계곡 아래의 다음 마을은 뤼티이며, 리조트 마을인 브라운발트는 계곡 위 약 600m 높이의 테라스에 있다.
남쪽의 계곡에는 더 이상 마을이 없지만, 옆길은 흩어져 있는 농장을 지나 린트 –리메른 발전소 중 하나가 있는 티어페드까지 계속된다. Tierfehd 너머에 있는 린트 계곡은 오버슈타펠바흐, 비페르텐바흐, 잔트바흐, 발렌바흐 및 리메렌바흐를 포함한 여러 지류 계곡으로 나뉜다. 이들은 클라리덴 빙하 및 비페르텐 빙하를 포함한 여러 빙하에서 물을 모으고 린트-리메른 계획의 일부로 생성된 저수지인 리메른제를 배수한다.
2006년 현재 린탈의 이전 시 경계에는 린트의 모든 유역과 마을 상류의 지류가 포함되었다. 여기에는 131.2k㎡의 면적이 포함되며, 그중 16.9%는 농업 목적으로 사용되고, 15.5%는 산림이다. 나머지 토지 중 0.9%는 정착지(건물 또는 도로)이고, 나머지(66.8%)는 비생산적(강, 빙하 또는 산)이다. 그것은 글라루스주에서 가장 큰 시정촌이었고, 주 전체 면적의 약 1/5이다.

## 인구통계
린탈은 2020년 12월 31일 현재 이전 시 경계로 정의된 대로 인구가 1,088명이다. 2007년 기준으로 전체 인구의 11.0%가 외국인이다. 지난 10년 동안 인구는 -21.6%의 비율로 감소했다. 2000년 기준, 인구 대부분인 84.2%가 독일어를 사용하며, 이탈리아어가 두 번째(4.0%)이고, 세르비아-크로아티아어(2.8%)가 세 번째이다.
2007년 연방 선거에서 가장 인기 있는 정당은 48.7%의 득표율을 기록한 SPS였다. 나머지 득표의 대부분은 41.7%의 득표율로 SVP에게 돌아갔다.
린탈에서는 인구의 약 52%(25-64세)가 비필수 고등교육 또는 추가 고등교육(대학 또는 응용학문대학)을 완료했다.
린탈의 실업률은 2.22%이다. 2005년 기준으로 1차 경제 부문에 64명이 고용되어 있고, 이 부문에 약 26개 기업이 참여하고 있다. 128명이 2차 부문에 고용되어 있고, 이 부문에 13개의 기업이 있다. 177명이 3차 부문에 고용되어 있으며, 이 부문에는 41개의 기업이 있다.
역사적 인구는 다음 표에 나와 있다.
| 년도 | 인구  |
| ---- | ----- |
| 1777 | 994   |
| 1799 | 1,538 |
| 1850 | 1,745 |
| 1880 | 2,301 |
| 1900 | 1,894 |
| 1950 | 1,741 |
| 1960 | 2,645 |
| 1970 | 1,458 |
| 2000 | 1,200 |

## 교통
린탈은 역거리 17번지에 위치하고 있으며, 클라우젠 고개를 우리주까지 오르기 전에 글라루스주의 거리를 달리고 있으며 주요 도로와 린트강과 평행을 이루는 베젠에서 린탈까지 철도 노선의 종점이기도 하다. 글라루스를 통해 높은 고산의 클라우젠 고개는 일반적으로 6월과 9월 사이에만 통행이 가능하며, 나머지 기간에는 계곡을 따라 올라가는 도로와 철도가 마을로 통하는 유일한 통로이다.
마을 내에는 두 개의 기차역이 있다. 린탈역은 주요 역이자 노선의 종점이며, 린탈 브라운발트반역은 본선 철도와 브라운발트 케이블카를 연결하여 린탈과 위쪽 경사면에 있는 브라운발트 리조트를 연결하는 편리한 환승을 제공한다. 두 역 모두 취리히에서 매시간 취리히 S-반 서비스 S25가 운행된다.
포스트버스 스위스는 5월과 9월 사이에 클라우젠 고개를 가로질러 매일 여러 번 왕복 여행을 제공하는 고트하르트 철도와 루체른호의 린탈역에서 플뤼엘렌역까지 운행하는 서비스를 제공한다. 그 기간 외에는 우르너보덴 스프린터라고 하는 미니버스 서비스가 고개로 가는 경로에서 우르너보덴까지 하루 3번의 연결편을 제공한다.